# China-Denkmünze

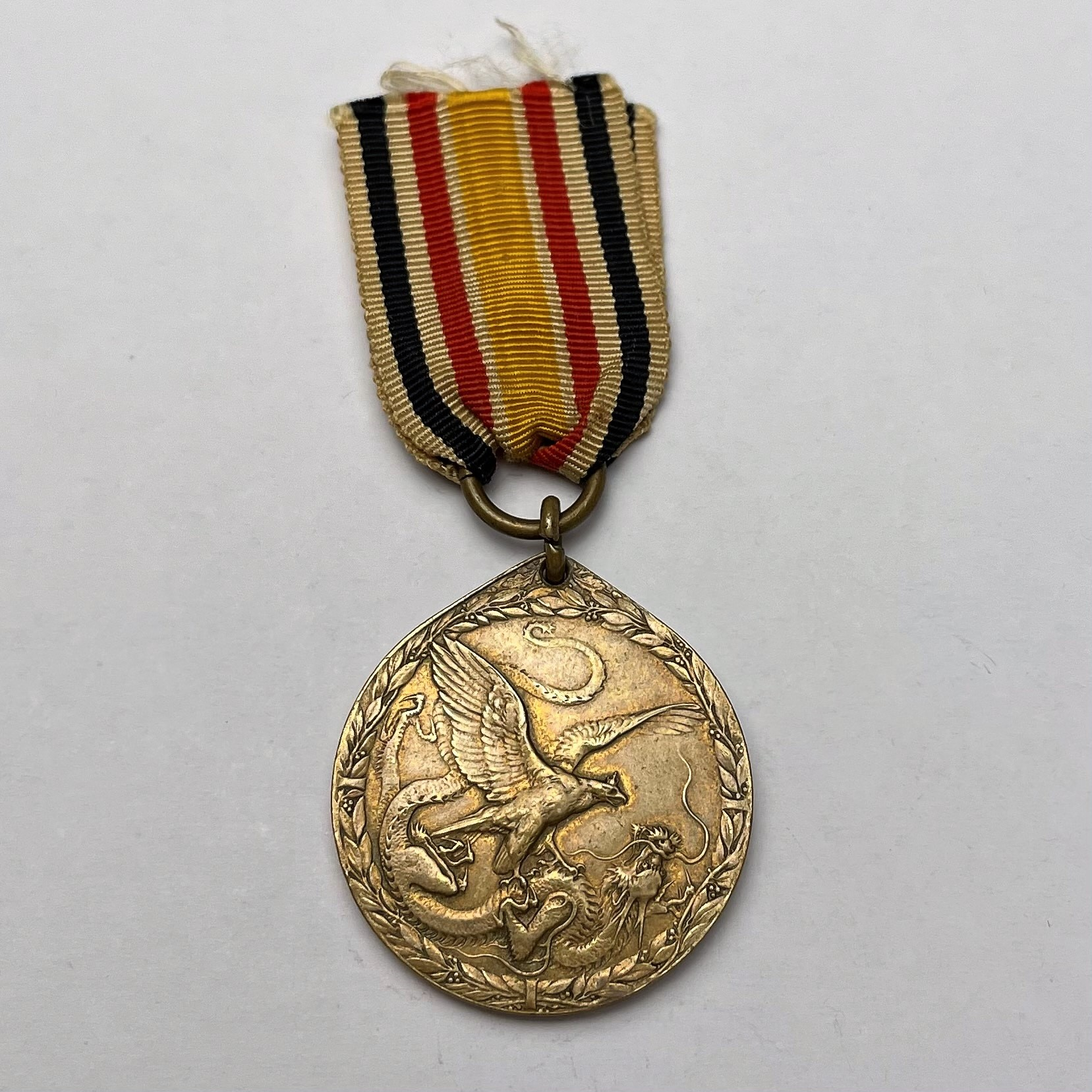
China-Denkmünze

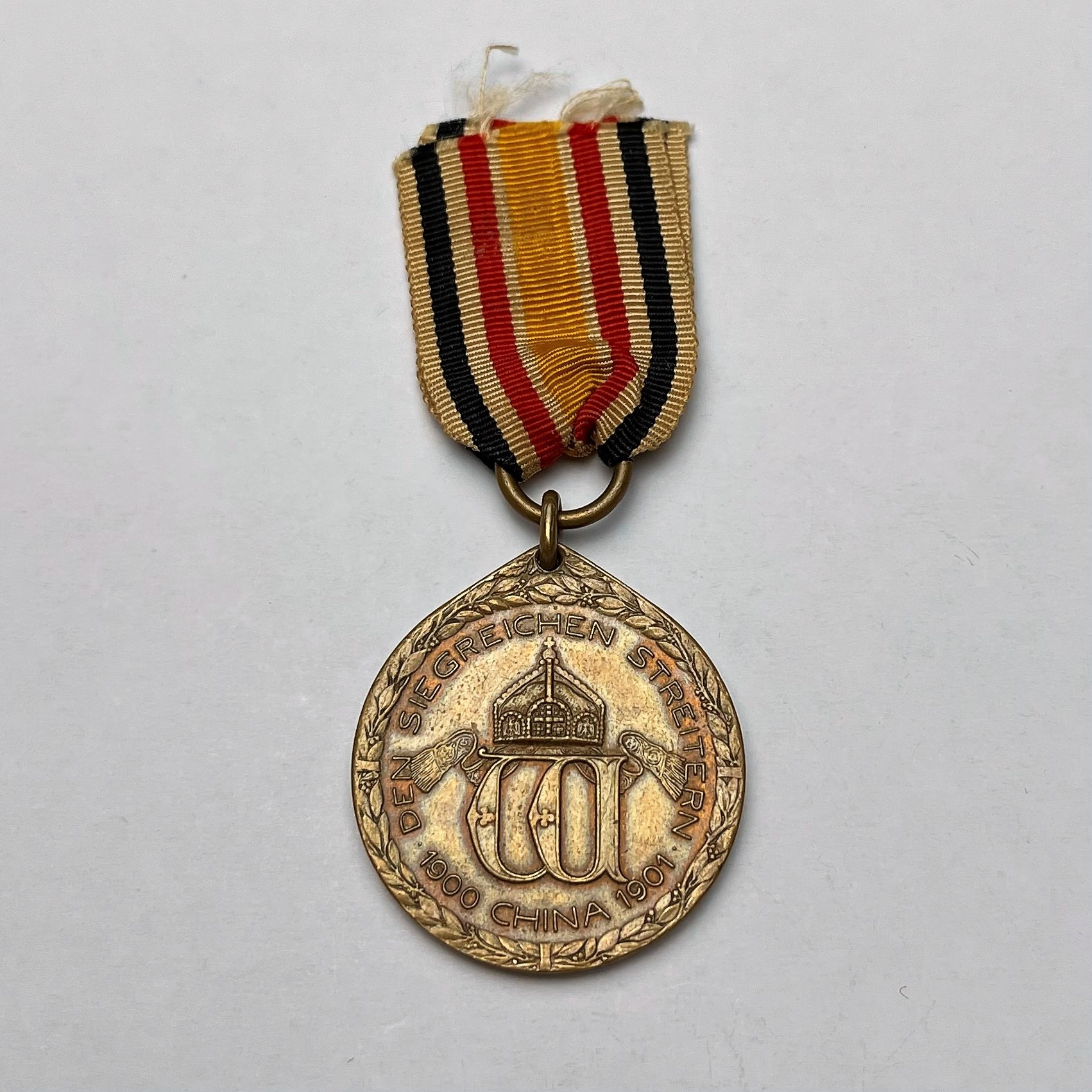
Rückseite der China-Denkmünze

Die China-Denkmünze ist ein am 10. Mai 1901 von Kaiser Wilhelm II. gestiftetes Ehrenzeichen anlässlich des Boxeraufstands zwischen 1900 und 1901 in China unter Beteiligung der deutschen Streitkräfte. Bekannte Einheiten stellte das III. Seebataillon das eine militärische Formation war, die das Deutsche Kaiserreich im Pachtgebiet Kiautschou unterhielt. Es war das einzige Seebataillon der Kaiserlichen Marine, das dauerhaft in Übersee stationiert war.

## Gestaltung und Trageweise
Die Denkmünze ist aus Stahl oder Bronze und zeigt auf der Vorderseite einen Adler, der einen Drachen in den Fängen hält, auf der Rückseite die kaiserliche Initiale, darüber die Kaiserkrone und bei der Denkmünze aus Bronze die Inschrift Den siegreichen Streitern 1900 China 1901; bei der aus Stahl Verdienst um die Expedition nach China. Der Entwurf stammte von Walter Schott und die Ausführung vom Medailleur Wilhelm Mayer (1840–1920). Die Medaille wird auf der linken Brust an einem orangefarbenen, schwarz-weiß-rot-geränderten Band getragen.

## Stufen und Verleihung der Denkmünze
Die China-Denkmünze in Bronze wurde verliehen an die an den kriegerischen Auseinandersetzungen beteiligten Angehörigen der deutschen Armee und Marine, an alle Personen nichtchinesischer Nationalität, die in dieser Zeit der Gesandtschaft in Peking oder an dem Konsulat in Tien-tsin angehört haben und anwesend gewesen sind sowie auch an die in den Lazaretten und Lazarettschiffen tätigen Einsatzkräfte der Krankenpflege.
Die China-Denkmünze in Stahl wurde verliehen an alle Personen, die in außergewöhnlicher Weise im Interesse der nach Ostasien entsandten Truppen tätig waren sowie an die Besatzungen deutscher, zum Truppentransport nach Ostasien gecharterter Schiffe.
Sie konnte auch Angehörigen verbündeter Truppen verliehen werden. China-Denkmünzen sind auch in Italien (1901), Frankreich (1902), England, den USA, Japan und Russland gestiftet worden.
Die Medaille konnte auch mit den folgenden Spangen verliehen werden, wenn der Beliehene an einem entsprechenden Gefecht oder Schlacht teilgenommen hat:
- Taku
- Tsekingkwan
- Seymour-Expedition
- Kalgan
- Tientsin
- Huolu
- Peking
- Kitchou
- Peitang-Forts
- Hophu
- Liang-Hsiang-Hsien
- Fouphing
- Kaumi
- Nan-Hung-Men
- Tschang-Tschöng-Ling
- Tonku
- Chouchouang
- Kuant-Schang
- Nankuanto

Die Spangen sind aus vergoldetem Messing gefertigt und werden auf dem Band befestigt. Bei Teilnahme an mehreren Gefechten wurden die Spangen untereinander angebracht.

## Weitere Varianten
Neben der China-Denkmünze existiert auch eine Erinnerungsmedaille mit Prägung des Konterfei von Wilhelm II. mit umlaufenden chinesischen Schriftzeichen. Die Rückseite ist geprägt mit Fahnen- und Waffensymbolen mit umlaufendem Schriftzug: „Zum Andenken an meine Dienstzeit in China“. Die Bronzemedaille hat einen Durchmesser von 30 Millimeter und ein Gewicht von 9,55 Gramm.